# 24412 Ericpalmer
24412 Ericpalmer è un asteroide della fascia principale. Scoperto nel 2000, presenta un'orbita caratterizzata da un semiasse maggiore pari a 3,1485776 UA e da un'eccentricità di 0,0556769, inclinata di 16,96590° rispetto all'eclittica.